# Jean-Vincent Ondo Eyene
Jean-Vincent Ondo Eyene (ur. 22 stycznia 1960 w Koulamoutou) – gaboński duchowny katolicki, biskup diecezji Oyem od 2000.

## Życiorys
Święcenia kapłańskie przyjął 1 lipca 1990. Po studiach licencjackich z teologii moralnej (1993-1995) został proboszczem parafii św. Piotra w Libreville oraz wikariuszem generalnym archidiecezji Libreville.

### Episkopat
17 lutego 2000 roku został mianowany przez papieża Jana Pawła II biskupem diecezji Oyem. Sakrę przyjął 7 maja 2000 z rąk ówczesnego nuncjusza apostolskiego w Gabonie, arcybiskupa Mario Roberto Cassariego.